# Euploea pheres
Euploea pheres är en fjärilsart som beskrevs av Hans Fruhstorfer 1910. Euploea pheres ingår i släktet Euploea och familjen praktfjärilar. Inga underarter finns listade i Catalogue of Life.